# اولا وسروگ
اولا وسروگ (انگلیسی: Ola Wærhaug؛ زادهٔ ۲۴ دسامبر ۱۹۳۷) ورزشکار دوگانه اهل نروژ است.